# Dan McArthur
Daniel „Dan“ McArthur (* 9. August 1867 in Bargeddie; † 11. November 1943 in Glasgow) war ein schottischer Fußballtorhüter.

## Karriere

### Verein
Der in Bargeddie geborene McArthur kam im April 1892 zu Celtic Glasgow. Er debütierte für Celtic in einem Heimspiel der Saison 1892/93 gegen den FC Abercorn am 10. September desselben Jahres, das 3:2 gewonnen wurde. In der Saison 1892/93 und 1893/94, die Celtic als Meister beendete, kam er nur in zwei Spielen zum Einsatz, da er hinter Rab MacFarlane zweiter Torhüter war. Ab 1895 war er Stammtorhüter bei Celtic und absolvierte über 120 Pflichtspiele. In den Jahren 1899, 1900 und 1901 stand er im schottischen Pokalfinale. 1901 unterlag das Team Heart of Midlothian, in den beiden anderen Finalspielen wurden der FC Queen’s Park und die Glasgow Rangers im Old Firm bezwungen. Dazu kamen noch zwei weitere Meistertitel 1896 und 1898.

### Nationalmannschaft
Als Stammtorhüter von Celtic debütierte McArthur am 30. März 1895 in der schottischen Nationalmannschaft beim 3:1-Sieg gegen Irland während der British Home Championship 1894/95. Im letzten Spiel des Turniers unterlag er mit der Nationalelf gegen England mit 0:3 im Goodison Park von Liverpool. Sein letztes von drei Länderspielen absolvierte er am 18. März 1899 gegen Wales bei der British Home Championship 1898/99 das mit 6:0 in Wrexham gewonnen wurde.

## Erfolge
mit Celtic Glasgow:
- Schottischer Meister (4): 1893, 1894, 1896, 1898
- Schottischer Pokalsieger (2): 1899, 1900
- Glasgow Cup (2): 1895, 1896